# Homecoming (Izgubljeni)
Homecoming je petnaesta epizoda prve sezone televizijske serije Izgubljeni. Prvi puta se emitirala u SAD-u na televizijskoj mreži ABC, a u Kanadi na televizijskoj mreži CTV dana 9. veljače 2005. godine. Epizodu je napisao izvršni producent serije Damon Lindelof, a režirao Kevin Hooks. Gledalo ju je 19.48 milijuna Amerikanaca, a sama epizoda primila je pomiješane i pozitivne kritike od kojih je pozadinska priča Charlieja Pacea bila uglavnom iznimno hvaljena.
Radnja epizode vrti se oko povratka Claire Littleton (Emilie de Ravin) koja je pobjegla svom otimaču Ethanu Romu (William Mapother). Međutim, nakon njezinog povratka preživjeli su uvjereni da su njihovi životi u opasnosti te skupina mora pronaći način kako zaustaviti Ethana. Glavni lik radnje epizode je Charlie Pace (Dominic Monaghan). 

## Radnja

### Prije otoka
U radnji koja se odvija prije dolaska na otok vidimo Charlieja (Dominic Monaghan) na vrhuncu njegove ovisnosti o drogi. Kako bi došli do novca za heroin, Tommy (Darren Richardson) govori Charlieju o Lucy Heatherton (Sally Strecker) čiji je otac bogat. Oni planiraju ukrasti nešto vrijedno od nje kako bi to kasnije preprodali u zamjenu za drogu. Kada ga pozovu k njezinoj kući, Charlie želi ukrasti kutiju za cigarete koja je pripadala Winstonu Churchillu. Međutim, shvati da gaji osjećaje prema Lucy i uzima posao u fotokopiraonici kako bi postao respektabilan; nešto čemu se Tommy odupire. U konačnici, Charlie posustaje zbog svoje ovisnosti i krade kutiju s cigaretama prije dolaska na posao. Njegov plan u potpunosti propada nakon što povrati i onesvijesti se tijekom demonstracije novog uređaja za fotokopiranje klijentima koji rade za jednu od kompanija čiji je vlasnik Lucyin otac; oni također pronađu i vrijedni antikvitet u njegovom džepu. Charlie nakon svega pokuša doći do Lucy kako bi joj sve objasnio, ali ona ga odbija i govori mu da nikad neće biti sposoban brinuti se za nekoga.

### Na otoku
Dvadeset i sedmi je dan nakon zrakoplovne nesreće, 18. listopada 2004. godine, a Locke (Terry O'Quinn) pronalazi Claire (Emilie de Ravin) koja se nakon što se probudi ne sjeća nesreće niti bilo koga od preživjelih, uključujući i Charlieja. Sljedećeg dana Ethan (William Mapother) i Charlie se suočavaju te Ethan kaže Charlieju da će se svakoga dana vraćati i ubiti jednog od preživjelih dok mu grupa ne vrati Claire. Uzevši ovu prijetnju izrazito ozbiljnom, nekoliko preživjelih poduzmu mjere sigurnosti te postave zamke oko njihovih nastamba kako bi spriječili Ethana da im naudi. Nažalost, sljedećeg jutra - dvadeset i devetog dana nakon nesreće - Ethan uspije doći do njih putem oceana i tijekom noći ubija Scotta (Dustin Watchman). Premda u početku oklijeva, Jack (Matthew Fox) planira upotrijebiti jedan od pištolja iz maršalovog kovčega kako bi pripremio stupicu za Ethana, koristeći Claire kao mamac. Charlie se želi pridružiti, ali je odbijen. Sayid (Naveen Andrews), Kate (Evangeline Lilly), Sawyer (Josh Holloway), Jack i Locke čekaju u zasjedi da se pojavi Ethan i zgrabi Claire. Kada stigne, Jack ga uspijeva odgurnuti i svladati. Međutim, prije nego što ga uspije ispitati, Charlie uzima Jackov pištolj i ubija Ethana. Kada ga Jack upita zbog čega je to napravio, Charlie mu jednostavno odgovara da je to "zbog toga što je to zaslužio". Na kraju epizode Claire se sjeti Charliejevog izmišljenog margarina od kikirikija te dolazi do njega i kaže mu da mu želi vjerovati. 

## Produkcija
U jednoj od scena radnje koja se odvija prije dolaska na otok, Lucy govori Charlieju da se njezin otac nalazi van grada gdje kupuje tvornicu papira u Sloughu. Ta scena direktna je referenca na popularnu britansku televizijsku seriju U uredu čiji je jedan od autora serije Izgubljeni, J.J. Abrams, bio veliki obožavatelj, a kasnije je i režirao nekoliko epizoda američke verzije serije. Serija U uredu pratila je grupu zaposlenika u Sloughu koji su radili u tvornici papira Wernham Hogg. 

## Gledanost i kritike
Epizodu Homecoming pogledalo je 19.48 milijuna Amerikanaca što je seriju Izgubljeni postavilo na šesto mjesto najgledanijih programa toga tjedna. U Kanadi epizodu je gledalo 1.849 milijuna ljudi što je seriju postavilo na deveto mjesto najgledanijih programa. U Ujedinjenom Kraljevstvu epizodu je gledalo 3.33 milijuna ljudi i učinilo ju trećim najgledanijim programom na Channel 4 toga tjedna.
Kritike epizode bile su uglavnom pomiješane ili pozitivne. Chris Carabott iz IGN-a dao je ocjenu epizodi 8.2/10 i nazvao ju "impresivnom". Hvalio je epizodnu ulogu Charlieja naglasivši da je pozadinska priča bila "ona prava, bez skrivenih poruka ili dubljeg značenja; jednostavno odlično odrađen posao i prikazan kontrast Charlieja kakvog sada poznajemo na otoku". Carabott je Ethanovu smrt proglasio očekivanom. IGN je Ethanovu smrt postavio na treće mjesto (od sveukupno 10) najboljih smrti u Izgubljenima uz obrazloženje da je njegova smrt bila ona koja je najviše isfrustrirala gledatelje zbog toga što je Ethan mogao odgovoriti na mnoga pitanja u vezi otočkih misterija.
Jeff Jensen iz časopisa Entertainment Weekly bio je previše kritičan prema epizodi; napisao je da mu se nikako nije svidjela amnezija Claire kao i nekonzistentnost oko Jacka i Ethana i njihove tučnjave budući je Ethan bio taj koji je porazio Jacka u ranijoj epizodi All the Best Cowboys Have Daddy Issues. Ipak, svidjela mu se Charliejeva "mala anegdota" iz prošlosti, a scena u kojoj demonstrira novi uređaj za fotokopiranje omogućila je glumcu Monaghanu da predstavi svoj komičarski duh. Mac Slucom iz Film Foddera napisao je da je epizoda bila "pravi užitak" i da ekipa preživjelih zaslužuje svaku pohvalu za Ethanovo hvatanje i ubojstvo, ali je opisao Charliejev flashback kao "veliki gubitak vremena" s obzirom na razvoj stvari na otoku.
Godine 2009. scenarist epizode i jedan od kreatora serije Damon Lindelof naveo je upravo ovu epizodu kao onu koja mu se najmanje dopada, istaknuvši da je "bila loša na gotovo svakoj razini na kojoj jedna epizoda Izgubljenih može biti".

## Vanjske poveznice
- "Homecoming" na ABC-u